# Ciclose
A ciclose é o movimento do citoplasma dentro de células vivas vegetais e de outros seres fotossintetizantes, levando os cloroplastos para a parte mais exterior do citoplasma para facilitar a captação da luz e calor vindos do meio externo.
A ciclose depende de interações constantes entre actina e miosina, proteínas formadoras dos microfilamentos. A actina associa-se à miosina e, com a hidrólise do ATP, é gerado um movimento interno.
A ciclose, também designada por corrente citoplasmática ou protoplasmática (em inglês "cytoplasmic streaming"), é o fluxo de citoplasma no interior da célula, produzido por forças exercidas pelo citoesqueleto. A sua função mais provável é, pelo menos em parte, acelerar o transporte de moléculas e organelos através da célula . É geralmente observado em células grandes de plantas ou animais, maiores que cerca de 0,1 mm. Nas células mais pequenas, a difusão das moléculas é mais rápida, mas torna-se mais lenta à medida que o tamanho da célula aumenta, pelo que as células maiores podem necessitar de fluxo citoplasmático para além da difusão para funcionarem eficientemente.
As algas verdes do género Chara possuem células muito grandes, com até 10cm de comprimento, e uma ciclose foi bem estudada nestas células grandes.
A ciclose é altamente dependente da pH intracelular e da temperatura. Observou-se que o efeito da temperatura na ciclagem criou uma variação linear e foi mais eficiente a altas temperaturas.  Este processo é complicado, pois para além do efeito das temperaturas, outros factores como o transporte de iões através da membrana são afectados simultaneamente. Isto deve-se à homeostasia das células, que depende do transporte ativo, que pode ser afetado a algumas temperaturas críticas.
Nas células vegetais os cloroplastos são transportados pelos movimentos da ciclose para otimizar a sua exposição à luz e realizar a fotossíntese. A velocidade deste movimento é influenciada por vários fatores, incluindo intensidade da luz, temperatura e níveis de pH. A ciclose é mais eficiente a pH neutro e tende a diminuir de eficiência em condições de pH baixo ou elevado.
Existem vários métodos para interromper o fluxo citoplasmático dentro das células. Uma estratégia é a introdução de solução de iodeto de lugol, que imobiliza as correntes citoplasmáticas.[carece de fontes?] Em alternativa, o composto citocalasina D dissolvido em dimetilsulfóxido, pode ser usado para conseguem um efeito semelhante distorcendo os microfilamentos da actina responsáveis por facilitar o movimento citoplasmático. 

## Mecanismo
O movimento de algumas organelas por ciclose é claramente visível nas células vegetais, como os cloroplastos, que se movem juntamente com o fluxo citoplasmático. Este movimento tem origem porque o fluido é arrastado pelas moléculas motoras em movimento da célula vegetal. Os filamentos de miosina ligam os organitos celulares aos filamentos de actina. Estes filamentos de actina estão geralmente ligados aos cloroplastos e/ou às membranas das células vegetais. À medida que as moléculas de miosina "caminham" ao longo dos filamentos de actina, arrastando consigo as organelas , o fluido citoplasmático é incorporado e é polido ou arrastado ao longo dos mesmos. A velocidade do fluxo citoplasmático pode estar entre 1 e 100 mícrons/segundo.

### Na algaChara corallina
Coral chara mostra um fluxo citoplasmático cíclico em torno do seu grande vacúolo central.  O grande vacúolo central é uma das organitos maior que a célula vegetal e é geralmente utilizado para armazenamento. Na Chara coralina, as células podem crescer até 10 cm de longo e 1 mm de diâmetro. Em Chara coralina, as células podem crescer até 10 cm de comprimento e 1 mm de diâmetro.  O diâmetro do vacúolo pode ocupar cerca de 80% do diâmetro da célula. Assim, para uma célula de 1 mm de diâmetro, o vacúolo pode ter 0,8 mm de diâmetro, deixando apenas uma passagem estreita com cerca de 0,1 mm de largura em torno do vacúolo, entre este e a membrana, para a passagem do fluxo citoplasmático. Os fluxos citoplasmáticos mais rápidos podem atingir uma velocidade de 100 mícrons/segundo.

### Recursos

Uma vara de barbeiro, que possui movimentos semelhantes aos da ciclose em Chara corallina.

O fluxo de citoplasma na célula do Coralfish é ocultado pelo movimento do "pólo barbeiro" dos cloroplastos.  Observam-se duas secções de fluxo com o auxílio do microscópio dos cloroplastos. Estas secções estão dispostas helicoidalmente ao longo do eixo longitudinal da célula. Numa secção, os cloroplastos movem-se para cima ao longo de uma faixa da hélice, enquanto na outra, os cloroplastos movem-se para baixo.  As áreas entre estas secções são designadas por zonas indiferentes. Nunca se viram cloroplastos a atravessar estas zonas, e, como resultado, pensava-se que estes fluxos de fluido citoplasmático e vacuolar eram igualmente restritos, mas tal não era verdade.
Em primeiro lugar, Kamiya e Kuroda determinaram experimentalmente que a velocidade do fluxo citoplasmático varia radialmente na célula, fenómeno não claramente demonstrado pelo movimento dos cloroplastos. Em segundo lugar, Raymond Goldstein e outros desenvolveram um modelo matemático de fluido para o fluxo citoplasmático que não só prevê o comportamento encontrado por Kamiya e Kuroda, mas também prevê as trajectórias do fluxo citoplasmático através das zonas indiferentes. O modelo de Goldstein ignora a membrana vacuolar e assume simplesmente que as forças de cisalhamento são transferidas directamente do citoplasma para o fluido vacuolar.
O modelo de Goldstein prevê que existe um fluxo líquido para uma das zonas indiferentes vindo da outra.  Isto é na realidade sugerido pelo fluxo dos cloroplastos. Numa zona indiferente, a secção com os cloroplastos em movimento num ângulo dedescendente estará nos cloroplastos movendo-se num ângulo ascendente. Esta secção é conhecida como zona negativa ou menos indiferente (IZ-). Aqui, se cada direção for decomposta nas suas componentes nas direções teta (horizontal) e z (vertical), a soma destas componentes mostra que se opõem na direção z e divergem de forma semelhante na direção teta. outra zona indiferente possui movimento cloroplástico com ângulo ascendente sobre o topo e é conhecida como zona indiferente positiva (IZ+). Assim, enquanto os componentes direcionais z se opõem novamente, os componentes teta convergem agora.  O efeito líquido das forças é que o fluxo citoplasmático/vacuolar se move menos da zona indiferente para a zona indiferente positivo.
Como foi dito, estes componentes direcionais são sugeridos pelo movimento dos cloroplastos, mas não são óbvios. Além disso, o efeito deste fluxo citoplasmático/vacuolar de uma zona indiferente para outra mostra que as partículas citoplasmáticas atravessam as zonas indiferentes, mesmo que os cloroplastos à superfície não o façam. À medida que as partículas sobem na célula, espiralam de forma semicircular perto da zona indiferente negativa, atravessam uma zona indiferente e terminam perto de uma zona indiferente positiva.
Outras experiências com células de algas crustáceos suportam o modelo de fluxo de fluido vacuolar de Goldstein. No entanto, devido à membrana vacuolar (que foi ignorada pelo modelo de Goldstein), o fluxo citoplasmático segue um padrão de fluxo diferente. Além disso, experiências recentes mostraram que os dados recolhidos por Kamiya e Kuroda, que indicavam um perfil de velocidades plano no citoplasma, não estão totalmente corretos.  Kikuchi trabalhou com células da alga  Nitella flexillis  e encontrou uma relação exponencial entre a taxa de fluxo de fluido e a distância da membrana celular.  Embora este trabalho não foi feito com células de Chara, os fluxos entre Nitella flexillis e Chara coralina são semelhantes tanto visual como estruturalmente. 

## Vantagens

### Aumento do transporte de nutrientes
O modelo de Goldstein prevê um aumento do transporte (excesso de transporte caracterizado por fluxo citoplasmático estritamente longitudinal) para a cavidade vacuolar devido às complicadas trajetórias de fluxo que surgem das correntes citoplasmáticas da ciclose.  Embora seja uma concentração de nutrientes em gradiente resultaria de concentrações e fluxos longitudinalmente uniformes, as complicadas trajetórias de fluxo previstas produzem um maior gradiente de concentração através da membrana vacuolar. 
A partir das leis de difusão de Fick sabe-se que gradientes de concentração mais elevados levam a fluxos difusivos mais elevados.  Assim, as trajectórias de fluxo singulares do fluxo citoplasmático em Chara coralina provoca um aumento do transporte de nutrientes por difusão para o vacúolo de armazenamento. Isto permite maiores concentrações de nutrientes dentro do vacúolo do que seria possível por fluxos citoplasmáticos estritamente longitudinais. Goldstein mostrou ainda que quanto mais rápido for o fluxo citoplasmático ao longo destas trajectórias, maior será o gradiente de concentração que surge e maior será o transporte difusivo de nutrientes para o vacúolo de armazenamento. O aumento do transporte de nutrientes para o vacúolo produz diferenças notáveis na velocidade de crescimento e no tamanho total. 
Foram também realizadas experiências na planta Arabidopsis thaliana. Os indivíduos do tipo silvestre desta planta apresentam correntes citoplasmáticas devido ao arrastamento de fluidos semelhantes ao da Chara coralina, mas a taxas de fluxo mais lentas.  Uma experiência removeu espécies selvagens -tipo molécula motora miosina da planta e substituiu-a por uma molécula de miosina mais rápida que se movia ao longo dos filamentos de actina a 16 mícrons/segundo. Num outro conjunto de plantas, a molécula de miosina foi substituída pela molécula motora miosina Vb do Homo sapiens, que é mais lenta. A miosina Vb humana move-se apenas a uma velocidade de 0,19 mícrons/segundo. Os fluxos citoplasmáticos resultantes são de 4,3 mícrons/segundo para tipo silvestre e 7,5 mícrons/segundo para plantas implantadas com miosina de movimento rápido.
As plantas implantadas com miosina humana Vb não apresentaram correntescitoplasmático contínuo. As plantas foram então deixadas crescer em condições semelhantes. Velocidades citoplasmáticas mais rápidas produziram plantas maiores com folhas maiores e mais abundantes. Isto indica que o aumento do armazenamento de nutrientes mostrado pelo modelo de Goldstein faz com que as plantas cresçam maiores e com maior velocidade .

### Aumento da atividade fotossintética
fotossíntese converte energia luminosa em energia química sob a forma de trifosfato de adenosina (ATP). Isto ocorre nos cloroplastos das células vegetais. Para o conseguir, os fotões de luz interagem com várias proteínas intermembranares do cloroplasto. No entanto, estas proteínas podem ficar saturadas com fotões, tornando-as incapazes de funcionar até que a saturação seja aliviada. Este é conhecido como efeito Kautsky e é uma causa de ineficiência no mecanismo de produção de ATP. No entanto, a ciclose em Chara corallina permite que os cloroplastos se movam ao longo do caule da planta. Assim, os cloroplastos deslocam-se para as regiões mais iluminadas ou mais sombreadas, dependendo do tempo.  Esta exposição intermitente a fotões devido às correntes citoplasmáticas aumenta, na realidade, a eficiência fotossintética dos cloroplastos.  A atividade fotossintética é geralmente avaliada através da análise de fluorescência da clorofila.

### Perceção da gravidade
A percepção da gravidade da Terra ou gravicepção é a capacidade de perceber a força gravítica e reagir a ela. Muitas plantas utilizam esta perceção para direcionar o seu crescimento. Por exemplo, dependendo da orientação da raiz, os amiloplastos serão posicionados de forma diferente numa célula vegetal. Estes diferentes padrões de assentamento fazem com que a proteína auxina seja distribuída de forma diferente por todo o corpo da planta. Estas diferenças no padrão de distribuição direcionam as raízes para crescerem para baixo ou para fora.
Na maioria das plantas, a percepção da gravidade requer um esforço multicelular coordenado, mas no Coralfish uma célula sente a gravidade e responde a ela. O movimento do "pólo barbeiro" do cloroplasto resultante das correntes citoplasmáticas tem um fluxo ascendente e descendente.  O movimento descendente dos cloroplastos avança um pouco mais rapidamente do que o fluxo ascendente produzindo uma razão de velocidades de 1,1.  Esta razão é conhecida como razão polar e depende da força da gravidade. Mas este aumento de velocidade não é o resultado direto da força da gravidade, mas sim indireto. A gravidade faz com que o protoplasto da planta fique dentro da parede celular. Desta forma, a membrana plasmática é sujeita a tensão na parte superior e compressão na parte inferior. As pressões resultantes na membrana permitem a perceção da gravidade, o que dá origem às diferentes velocidades de fluxo citoplasmático observadas na Chara coralina. Esta teoria gravitacional da percepção da gravidade é directamente oposta à teoria estatolite mostrada pelo assentamento dos amiloplastos. 

### Origem natural
As correntes citoplasmáticas de ciclose têm origem devido ao movimento de organitos ligados aos filamentos de actina provocado pela proteína motora miosina. No entanto, em Chara corallina , a organização dos filamentos de actina é altamente ordenada. A actina é uma molécula com movimento polar, o que significa que a miosina apenas se move num sentido ao longo do filamento de actina.  Assim, em Chara corallina, em que o movimento dos cloroplastos e a molécula de miosina segue o padrão "pólo de barbeiro", os filamentos de actina devem estar todos orientados de forma semelhante em cada secção. Por outras palavras, o secção em que os cloroplastos se estão a mover para cima terá todos os filamentos de actina orientados na mesma direção ascendente, e a secção em que os cloroplastos se estão a mover para baixo terá todos os filamentos de actina orientados para baixo.
Esta organização surge naturalmente devido a princípios básicos. Com suposições básicas realistas sobre os filamentos de actina, Woodhouse mostrou que a formação de dois conjuntos de orientações dos filamentos de actina é provável numa célula cilíndrica. As suas suposições incluíam uma força que mantinha o filamento de actina no lugar uma vez posicionado, uma força atrativa entre os filamentos que os tornava mais propensos a alinhar-se com um filamento já posicionado e uma força repulsiva que impedia o alinhamento perpendicular ao comprimento da célula cilíndrica .
As duas primeiras suposições derivam de forças moleculares no filamento de actina, enquanto a última suposição se deveu à relutância da molécula de actina em se dobrar.  As simulações de computador que trabalham com estas suposições variam dos parâmetros para as forças assumidas resultam quase sempre em organizações de ação altamente ordenadas.  No entanto, nenhuma ordem é tão organizada e consistente como o padrão "vara de barbeiro" encontrado na natureza, o que sugere que este mecanismo tem um papel na organização dos filamentos de actina da Chara corallina, embora não seja totalmente responsável por isso.